# Technologie chovu prasat
Technologie chovu prasat je soubor metod, činností, opatření či stavebních úprav zabezpečující welfare a dobrou kondici chovaných prasat a ekonomickou výtěžnost s hlavním cílem produkce kvalitního vepřového masa. Vedlejší produkty jsou například štětiny, sádlo, kejda.

## Ustájení prasat v intenzivních chovech
Prasata jsou v intenzivních chovech ustájena ve velkých, většinou víceřadových, dobře tepelně izolovaných stavbách. Protože prasata jsou citlivá na stájové mikroklima, zvláště na teplotu prostředí, stáje musí být dobře větrané (nucené větrání), ale bez průvanu. Dospělá zvířata nesnášejí vysoké teploty, proto je, zvláště v létě, vhodná možnost zvířata sprchovat vodou.
Základním prvkem uspořádání vepřína je kotec, pro některé kategorie prasat se používá i klec. Chov je nejčastěji bezstelivový, podlahy v porodnách mohou být plné, ostatní kotce jsou pak částečně zaroštované nebo celoroštové. Výběh s možností pastvy, tedy příležitost k volnému pohybu na čerstvém vzduchu a na slunci, je možný prakticky jen u chovných prasat.

### Krmení prasat
Prasata jsou všežravci, v intenzivních chovech jsou krmena nejčastěji směsí obilovin (kukuřice, pšenice, ječmenný šrot apod.) a proteinů (sójový protein) ve formě suchých kompletních krmných směsí, existují také kašovitá nebo tekutá krmiva. Kukuřice a sója může být geneticky modifikovaná. Od roku 2003 se do směsí pro prasata nesmí přidávat masokostní moučka (stejně jako v celé EU). Stejně tak je v EU zakázáno používání antibiotik jako růstových stimulátorů v premedikovaných krmných směsích.
Krmení je mechanizované, krmení je dávkováno krmnými vozíky nebo dávkovacími krmítky, u tekutého nebo kašovitého krmiva je možný i rozvod potrubím. K napájení prasat se pak používají hubicové nebo miskovité napáječky.

## Chov jednotlivých kategorií prasat

### Reprodukční část vepřína, závod na odchov selat
V reprodukční části jsou ustájené prasnice a selata, někdy i plemeníci. Součástí reprodukční části také bývá odchovna prasniček pro obnovu základního stáda prasnic.
Prvničky se poprvé zapouštějí ve věku 235 - 260 dnů a pak ideálně po 150 - 160 dnech. Prasnice v současných chovech mají 2, 2 až 2, 4 vrhy do roka a díky cílené plemenitbě jsou velmi plodné: jedna prasnice porodí za rok i 20 selat.

#### Prasnice v období zapouštění a první fázi březosti
Prasnice v období zapouštění a v první fázi březosti (kategorie A, B) jsou dospělé prasnice během říje, při zapouštění (umělé inseminaci) a po ní. Jsou ustájené ve víceřadových halách s přirozeným světlem (okna), buď v individuálních boxech (200x65 cm, dnes v mnoha zemích zakázané), ve skupinových kotcích (5 prasnic v jednom kotci, min. 1,2 m2/kus) nebo v boxových kotcích pro 6 až 7 prasnic. Chovné prasnice nebo kanečci mohou být ustájené i v boudách s výběhem.

#### Prasnice vysokobřezí, rodící a kojící
Prasnice před, během a po porodu (kategorie C) jsou ustájené v porodnách. Nejlepší jsou dvouřadové stáje s okny, prasnice jsou umístěné individuálně v porodních kotcích. Prasnice samotná je zpravidla zavřená v „kleci“ ve střední části klece, narozená selata se pak pohybují volně v kotci, v příkrmišti. Mají k dispozici krmítko a zdroj tepla (vyhřívaná podlaha, lampa apod.)
Fixace prasnice je výhodná z toho důvodu, že dnešní, vysoce prošlechtěná prasata ztrácí mateřské instinkty a volně pobíhající prasnice by selata mohla snadno zalehnout. Na druhou stranu je tím znemožněno jakékoliv přirozené chování prasnice (stavba hnízda apod.)

#### Odstávčata
Odstavená selata (kategorie G) jsou chována v tzv. dochovnách, zásadně ve skupinách (10–12 zvířat v jednom kotci). V dochovnách jsou selata do hmotnosti 30–35 kg.

#### Chovné prasničky
Prasničky určené pro další chov (kategorie F) se chovají ve stájích s přirozeným světlem, ve skupinách na částečně zaroštované podlaze.

#### Plemeníci
Z ekonomického hlediska je výhodnější prasnice inseminovat semenem ze šlechtitelských nebo rozmnožovacích chovů. Jsou-li na farmě plemení kanci, ustájení je nutné v individuálních kotcích.

### Produkční část vepřína, vlastní výkrm
V produkční části jsou vykrmována prasata určená k porážce. Výkrmna prasat může být samostatným závodem, v tom případě jsou selata nakupována. Výkrm je prováděn zásadně turnusovým způsobem, jednotlivé turnusy prasat stejného stáří a hmotnosti jsou po dosažení jatečné zralosti naráz odvezeny na jatka, prostor dané sekce stáje je pak vyčištěn a vydezinfikován a až poté je navezena další várka selat.
Haly určené pro výkrm jsou bez oken, s umělým osvětlením, kotce jsou ve čtyř i více řadách. Ustájení je skupinové, optimálně po 10 nebo 12 kusech. Výkrmna prasat je rozdělená do jednotlivých sekcí (max. 500 kusů), přitom v jednom závodě může být naráz vykrmováno přes 20 000 kusů prasat.

## Uzavřený obrat chovu
Uzavřený obrat chovu chrání zvířata před zavlečením nebezpečných nákaz. Spočívá v tom, že výkrmny nakupují selata jen na jedné jediné, ověřené farmě. Nejdokonalejší je uzavřený obrat v případě, že je reprodukční i produkční část součást jednoho závodu (i když provozně oddělené, s vlastní veterinární smyčkou). Také je možné, aby více výkrmen odebíralo selata z jediné velkokapacitní farmy.

## Výhody a nevýhody velkochovů
Mezi nesporné výhody intenzivního chovu prasat patří ekonomické výhody: větší výnosy, větší produktivita práce a také ochrana prasat před nakažlivými chorobami. Nebezpečné nákazy prasat, například klasický mor prasat, přenášejí divoká prasata i vrabci - jsou-li prasata chovaná pod střechou v uzavřené farmě, nebezpečí nákazy se podstatně snižuje.
Velkochovy prasat ale mají své nevýhody:
- Znečišťování životního prostředí - farma chovající 30 000 prasat je producentem obrovského množství odpadu, jak výkalů tak plynů. Výkaly mohou znečistit povrchovou i podzemní vodu a způsobit tak eutrofizaci a úhyn ryb v důsledku nedostatku kyslíku. Stájové plyny se podílejí na globálním oteplování, problémem je také zápach.
- Wellfare zvířat - ve velkochovech mají prasata jen velmi málo příležitostí ke svým přirozeným projevům. Deprivace často vyúsťuje ve stereotypní chování nebo kanibalismus.